# Стратимировићи (породица)
Стратимировићи (познати и као Стратимировићи-Вучковићи и Стратимировићи-Кулпински) су српска породица средњовековних, млетачких, угарских и руских племића пореклом из Херцеговине.
Најпознатији изданци ове породице јесу митрополит карловачки Стефан Стратимировић, те генерал-мајор и вожд Ђорђе Стратимировић, војни заповедник Српске Војводине у време Мађарске револуције 1848. године.

## Порекло
Породица је пореклом из Херцеговине, а старином су према веровању потомци средњовековне српске династије Балшића, која је владала Зетом од око 1356. до 1421. године. Како се Ђурађ II Страцимировић Балшић, син Страцимира Балшића, оженио Јеленом (кћерком кнеза Лазара Хребељановића), представљају далеке сроднике династија Хребељановић-Лазаревић, као и династије Немањић, будући да је кнегиња Милица (супруга кнеза Лазара) била кћерка војводе и кнеза Вратка Немањића, праунука великог жупана Вукана Немањића и чукунунука великог жупана Стефана Немање. Такође, Ђурађу II је ујак био краљ Марко Мрњавчевић.
По паду српских средњовековних земаља под Османску империју, преци Стратимировића су уживали статус млетачких племића и били морепловци и трговци.
Богић Стратимировић, син Вучка Петровића и унук Петра Стратимировића, подигао је 1737. године устанак против Турака у Херцеговини и тако помогао аустријску војску у Аустријско-турском рату. Крајем 1739. године је у Другој сеоби Срби под патријархом Арсенијем IV Јовановићем Шакабентом морао да напусти Херцеговину и доселили се у јужну Угарску, заједно са три брата (Иваном, Томом, Милошем или Николом), где за војне заслуге добија Сириг. Браћа су наставила војну службу као граничари и убрзо им је 10. јула 1745. године потврђено племићко звање, повељом царице Марије Терезије, а уз то добијају и Кулпин за спахијски посед. У Кулпину су поделили посед и подигли мали и велики дворац, као и православну цркву Вазнесења Господњег, која је завршена 1813. године. Почетком 19. века су напустили презиме Вучковић и почели да по месту користе Стратимировић-Кулпински. Дворце у Кулпину су 1889. године продали Лазару Дунђерском.
Потомци Богића и Ивана су се повремено појављивали и као Стратимировићи-Вучковићи, да би се разликовали од друге гране Стратимировић-Јововића, који су из Боке отишли за Трст и Венецију. Последњи потомак Стратимировић-Јоковића је био извесни Антонио Стратимировић и имао је три кћерке, које су почетком 21. века живеле у Милану.
Познато је да је Антоније Стратимировић отишао у Нову Сербију, као и да је један Стратимировић-Лакетић био бокељски капетан, који је био високи официр императора Петра Великог.

## Потомци
- Петар Стратимировић
  - Вучко Стратимировић
    - Богић Стратимировић
    - Иван Вучковић от Стратимиров(ић)
      - Марко Стратимировић
        - Ђорђе Стратимировић
          - Василије Стратимировић
            - Ђорђе Стратимировић (1822-1908), генерал-мајор, вожд војних снага Српске Војводине 1848—1849
              - Ђорђе Стратимировић (1858-1936), археолог и хералдичар
              - Милош Стратимировић
                - Ђорђе Стратимировић, пилот, резервни официр Краљевске југословенске ратне морнарице[4]
                  - Иван Стратимировић (1940), пензионисани професор Београдске политехнике
                    - Ђорђе Стратимировић, професор на Стоматолошком факултету[5]
                      - Иван Стратимировић

                - Милош Стратимировић
                  - Војин Стратимировић
                    - Владимир Стратимировић
                    - Стефан Стратимировић

                  - Јасна Стратимировић

    - Тома Стратимировић
    - Милош (Никола) Вучковић Стратимировић[6][7]
      - Јован Стратимировић
        - Стефан Стратимировић, митрополит карловачки (1757-1836)

## Крст вожда Ђорђа Стратимировића
Центар за развој Шајкашке је 2021. године, уз сагласност породице Стратимировић, установио црквено-друштвено одликовање Крст вожда Ђорђа Стратимировића. Одликовање су до сада добили:
- Александар Вулин, министар унутрашњих послова Републике Србије (12. јануар 2022)
- Александар Вучић, председник Републике Србије (12. новембар 2021)[8]
- Загорка Доловац, републички јавни тужилац (8. фебруар 2022)
- митрополит црногорско-приморски Јоаникије (17. новембар 2021)
- Никола Селаковић, министар спољних послова Републике Србије (24. децембар 2021)
- Небојша Стефановић, министар одбране Републике Србије (13. децембар 2021)[9]
- др Дарко Танасковић
- епископ зворничко-тузлански Фотије